# 三光汽船
三光汽船株式会社（さんこうきせん、The Sanko Steamship Co., Ltd.）は、かつて海運業を営んでいた日本の企業である。

## 概要
1934年、大阪府大阪市西区の飯野海運大阪出張所にて吉田市之助（河本敏夫の義兄）が三光海運を創業した。当初は船荷の仲介業務が主でその傍ら自ら船舶を運航していたが、日中戦争勃発に伴う天津航路への船荷需要の伸びから経営が安定。1938年に社名を三光汽船に改称し、中型船の運航や中古船の買収で事業を拡大。更には造船業にまで進出する。
終戦を迎えた際に三光汽船は13隻の船が運航可能だったが何れも老朽化しており、しかも船舶公団による計画造船の割り当てでも不利な立場に置かれた。大型の外洋船を所有する様になったものの、運航は大阪商船（現商船三井）に委託して用船料を受け取ることが暫く続き、1959年にようやく自社での運航を再開した。
1963年6月に「海運業の再建整備に関する臨時措置法」と「外航船舶建造融資利子補給及び損失補償法及び日本開発銀行に関する外航船舶建造融資利子補給臨時措置法の一部を改正する法律」のいわゆる「海運二法」が国会で成立。運輸省による海運集約化が行われるものの、三光汽船はこれに参加せず自由に船腹拡張を行い半ば一匹狼的存在として海運業界を席巻してしまう。1971年には時価発行増資と第三者割当増資によって大量の資金調達を行い、これを新造船の大量投入に回すとともに翌1972年には大手海運のジャパンライン（現商船三井前身のナビックスライン）株を買占め、乗っ取りを図ろうとしたことが注目された。
しかし、石油ショック以後の海運不況により、転売目的で過剰な船腹を抱え込んでいた三光汽船は経営が行き詰まり、5,200億円という巨額の負債を抱え1985年8月13日に会社更生法の適用を申請した。これは当時の日本における戦後最大の倒産だったが、この前日に日本航空123便墜落事故が発生していたため、マスコミの三光汽船倒産の扱いはとても小さなものであった。また、事実上のオーナーであった自由民主党河本派の領袖・河本敏夫が、この一連の責任をとって沖縄開発庁長官を辞任。河本の政界での影響力が低下することとなり、その後の自民党総裁選への出馬を阻まれる要因の一つとなった。
会社更生法適用が認められ、管財人によって不採算船の売却処分、比較的収益性の良かった不定期バラ積船を主力とした体制にたて直しがおこなわれたところ、急速に業績を回復させる事に成功し1998年に更生計画を9年繰り上げて早期に終結。2008年3月期には2293億7700万円を売り上げるまでになった。
しかし管財人の管理が外れた後、長期傭船契約の船舶運行体制をこばみスポット契約運行体制を取った事、40隻以上のOffshore船の大量発注、タンカーの大量発注などが景気転換による輸送量減少と運賃低下と重なり、大幅な赤字に転落。2012年3月9日には事業再生ADRの手続きを行い、約1,000億円の債務整理を開始した。しかしながら、貨物船「さんこうみねらる」が海外船主に差し押さえられたことにより、三光汽船の信頼性が低下し荷主離れが進んだ結果、2012年7月2日には東京地方裁判所に2度目の会社更生法の適用を申請した。同日にはアメリカ合衆国やイギリスの裁判所にも破産手続きを行い、後日承認されている。その後、三光汽船はWestern Bulk Carriers ASと共同で貨物船「さんこうみねらる」の差押えの手続を取消す訴訟を起こし、メリーランド地区地方裁判所はその訴えを認めてアメリカ合衆国海事法による「ルールB」での差し押さえを取り消した。そして同年8月2日には同船の航行を再開に至っている。2014年12月2日、東京地裁から2度目の会社更生手続き終結の決定を受けた。
2度目の会社更生手続き終結後は、ばら積み貨物船を中心にLPG船やオフショア船等を運航し、黒字経営を続けてきたが、2010年代半ば以降の円高により業績が悪化し、保有船を縮小。2020年代に入り、2度目の会社更生・再建以来代表取締役社長を務めてきた田端仁一の健康問題・後継人事難航等から事業継続が困難となり、2024年までに保有船を全て売却し、海運業から撤退した。

## 沿革
- 1934年8月31日 - 会社設立。
- 1949年12月23日 - 東証一部に上場。
- 1985年
  - 8月13日 - 会社更生法の適用を申請。
  - 11月14日 - 東証一部から上場廃止。
- 1989年
  - 11月1日 - 更生会社として再スタート。
- 1998年
  - 1月末日 - 会社更生手続き終結。
- 2012年
  - 3月9日 - 事業再生ADRの手続きを行う。
  - 7月2日 - 二度目の会社更生法の適用を申請。
- 2014年12月2日 - 会社更生手続き終結。
  - これ以降は、米マネジメント会社による組成ファンドの傘下で経営再建を図ってきた。
- 2024年 - 保有船を全て売却し、海運業から撤退[10]。

## 創業者
吉田市之助（1895年生）は広村 (兵庫県)の資産家で村会議員の吉田市助の長男として生まれ、岡山の旧制関西中学校を卒業後、大阪の岸本汽船(岸本五兵衛が1908年創業)に長年勤めたのち、三光汽船を創業、代表取締役を務めた。妻の兄に河本敏夫。子に三光汽船社長の吉田寛(1928 - 2018)など。

## 保有船舶
1960年代以降、三光汽船は、新造船の船価が下落した時期に大量発注を行い、入手した船舶を更に資金借入の担保とする、船価が上昇すると保有船を売却して資金を調達し、より運賃・用船料市況が良好で収益性の高い分野の船舶を大量発注する、という投機的要素の大きな手法により拡大を重ねてきた。そのため保有船の内容も、例えば1970年代には大型タンカーが中心であったものが、1980年代には大量のハンディサイズバルカー（小型ばら積み船）主体に一変するなど、比較的短期間で変遷を繰り返してきた。
2000年代から2010年代には、プラットフォーム補給船を保有し、主に海外のエネルギー開発企業向けにオフショア支援サービスを手掛けたこともあった。
2021年6月の時点では、保有船はパナマックスバルカー・カムサマックスバルカーが各1隻のみ（いずれもリベリア船籍）という最小限の体制となっており、運航船舶の主体は用船となっていた。
海運業からの撤退に伴い、保有船は2024年までに全て売却した。